# Halvfarryggen
Der Halvfarryggen (norwegisch für Halbwegsrücken) ist ein großer und verschneiter Gebirgszug an der Prinzessin-Martha-Küste des ostantarktischen Königin-Maud-Lands. Er trennt das Ekström-Schelfeis vom Jelbart-Schelfeis.  
Erstmals kartiert wurde er bei der Norwegisch-Britisch-Schwedischen Antarktisexpedition (1949–1952). Seinen endgültigen Namen erhielt der zuvor als Isrygg (norwegisch für Eisrücken) bezeichnete Gebirgszug bei der Dritten Norwegischen Antarktisexpedition (1956–1960).